# Felicia Afrăsiloaie
Felicia Afrăsiloaie (16 de enero de 1954) es una deportista rumana que compitió en remo.
Participó en los Juegos Olímpicos de Montreal 1976, obteniendo una medalla de bronce en la prueba de cuatro scull con timonel. Ganó una medalla de plata en el Campeonato Mundial de Remo de 1977.

## Palmarés internacional
| Juegos Olímpicos   | Juegos Olímpicos         | Juegos Olímpicos  | Juegos Olímpicos         |
| Año                | Lugar                    | Medalla           | Prueba                   |
| ------------------ | ------------------------ | ----------------- | ------------------------ |
| 1976               | Montreal (Canadá)        | Medalla de bronce | Cuatro scull con timonel |
| Campeonato Mundial |                          |                   |                          |
| Año                | Lugar                    | Medalla           | Prueba                   |
| 1977               | Ámsterdam (Países Bajos) | Medalla de plata  | Cuatro scull con timonel |